# Annie d'Arco
Annie d'Arco est une pianiste française, née Antonia Raymonde d'Arco à Marseille le 28 octobre 1920 et morte le 5 mars 1998 à Paris 2e.

## Biographie
Annie d'Arco étudie le piano avec Marguerite Long et remporte le Concours de Genève en 1946. Elle donne son premier concert avec l’Orchestre Lamoureux, sous la direction d'Eugène Bigot.
Elle se produit aussi bien comme soliste, qu'en formation de chambre, notamment avec Henryk Szeryng, André Navarra, Jean-Pierre Rampal, Jean-Eric Thirault ou Pierre Pierlot. Elle enseigna le piano à l'École normale de musique pendant de longues années, et compte de nombreux élèves qui font d'éminentes carrières, parmi lesquels Christophe Larrieu, Catherine Joly ou Marylin Frascone. Elle était l'épouse de Gilbert Coursier, corniste.

## Discographie
- Emmanuel Chabrier : 10 pièces pittoresques, Habanera ; éditions Calliope – CAL. 1828 (1974)
- César Franck, Sylvio Lazzari : Sonates pour violon et piano, avec Michel Benedetto ; éditions Calliope - CAL. 1814
- Camille Saint-Saëns : Sonates pour violoncelle et piano et Huit mélodies du japon (compositeur anonyme) avec André Navarra (violoncelle), Calliope – CAL. 1818
- Camille Saint-Saëns : Sonates pour instruments à vent ; Charles Gounod : Petite symphonie pour 9 instruments à vent ; Vincent d'Indy : Danses pour 7 instruments à vent ; avec l'ensemble Maurice Bourgue ; Calliope - CAL 4819
- Paul Dukas : Variations, interlude & final sur un thème de Rameau ; Gabriel Pierné : Variations en ut mineur, Op. 42.; éd. Calliope, CAL.1811
- Marcel Landowski : Concerto pour piano no 2, avec l'orchestre national de l'ORTF dirigé par Jean Martinon, Erato (1970)